# 航空日誌
航空日誌（こうくうにっし、英語: Pilot logbook）は、航空機の運航、整備、改造に関する記録を書き記した日誌。

## 概要
航空機の日々の運航、整備、改造に関する記録を書き記すことで、事故やトラブル時の原因究明資料の基礎情報を用意するよう定められたもの。
日本では、航空法第58条および59条
で、航空機登録証明書、耐空証明書、その他国土交通省令で定める航空の安全のために必要な書類とともに航空機に備えなければならない書類のひとつとされ、航空法施行規則
に関連する定めが示されている。
航空法施行規則「第百四十二条」（航空日誌）で、航空日誌には「搭載用航空日誌」、「地上備え付け用発動機航空日誌」、「地上備え付け用プロペラ航空日誌」、「滑空機用航空日誌」の種類が定められている。
「搭載用航空日誌」では登録記号、登録日、航空機の種類などの個別の航空機の機体情報のほか、航行年月日、便名、出発地及び到着地の時刻など航行に関する記録、修理、改造または整備の記録を記録する。
必ず機長が署名する必要があり、代筆は有形文書偽造となる。

## 航空機乗組員飛行日誌
航空機乗組員飛行日誌（こうくうきじょうむいんひこうにっし、英語: Pilot logbook）は、飛行経歴等の証明を行う日誌である。
航空法施行規則「第四十四条」（飛行経歴等の証明）に関連する定めが示されている。
出発地及び到着地の時刻などを記録する。